# 김경섭 (1986년)
김경섭(1986년 1월 21일 ~ )는 대한민국의 전 축구 선수로, 포지션은 미드필더였다.